# Matija Trošt
Matija Trošt, slovenski rimskokatoliški duhovnik in kronist, * (?), 16. november 1729, Branik.

## Življenje in delo
Matija Trošt je postal župnik v Rihemberku (sedaj Branik) aprila 1707. V matične knjige rihemberške župnije je vpisoval podatke o dogodkih v kraju. Tako je v poročni knjigi popisal cesarsko praznovanje v Rihemberku pomladi 1916. O suši, ki je na Goriškem leta 1718 trajala pet mesecev je pisal v knjigi mrtvih, prav tam tudi o upornih kmečkih dogajanjih v Rihemberku leta 1713. Rihemberške matične knjige so uničene, Troštovi zapisi pa so ohranjeni v petih člankih Josipa Beliča, ki so bili objavljeni v tedniku Gorica od leta 1908 do 1913.